# Isidro Pérez San José
Isidro Pérez San José (Cartagena, España, 24 de abril de 1902 - Túnez, 22 de noviembre de 1977) fue un médico y político español, que ejerció durante la Segunda República como concejal por el Partido Republicano Radical Socialista (PRRS) en el Ayuntamiento de Cartagena y desempeñó la función de alcalde en el mismo entre marzo y septiembre de 1932.

## Biografía

### Inicios y postrimerías de la Restauración
Isidro Pérez nació en 1902 en la calle de la Concepción de Cartagena, en el seno de un matrimonio humilde compuesto por Miguel Antonio Pérez de Haro –jornalero y, más tarde, pescador y pescadero– y Antonia San José Carmona. En su juventud se trasladó a Murcia para cursar la educación secundaria, mostrando un rendimiento tan sobresaliente que sus padres decidieron acometer el esfuerzo económico que le permitiese alcanzar estudios superiores, con la esperanza de que ello supusiera su ascenso social. De esta forma asistió a la Universidad de Barcelona, donde completó entre 1917 y 1924 la Licenciatura en Medicina junto a su antiguo compañero de instituto Casimiro Bonmatí Azorín, cuyo padre, el confitero Severino Bonmatí Vicedo, había influido decisivamente en ambos a la hora de elegir aquella carrera. La capital catalana, escenario del golpe de Estado que condujo en 1923 a la dictadura de Primo de Rivera, vio también los primeros contactos de Pérez San José con ambientes republicanos y masónicos, lo cual determinó la conformación temprana de su pensamiento político en la misma medida que su relación con los Bonmatí, familia de histórico republicanismo que se significó en la Rebelión cantonal de 1873.
Una vez titulado como médico, Isidro Pérez regresó a su ciudad natal para ejercer allí su profesión, y para finales de la década disponía de un consultorio propio de cierta popularidad. No tardó en introducirse en las reuniones de la intelectualidad burguesa de la ciudad, haciéndose socio del Ateneo, e incrementó su prestigio mediante su matrimonio en 1928 con Manuela Mas García, con la que tuvo cinco hijos entre 1930 y 1937 y gracias a la cual entroncó con una notable familia de doctores entre los que destacaba Manuel Mas Gilabert, a la sazón jefe de los servicios sanitarios de Cartagena. En el plano político, su perfil ideológico cada vez más escorado hacia el progresismo y el republicanismo le hizo aproximarse a organizaciones de oposición a la dictadura, en compañía de sus amigos Casimiro Bonmatí y el también facultativo Antonio Ros Sáez: así, en 1927 Pérez San José se integró junto a Ros en la logia masónica Aurora, adoptando el nombre simbólico de Sócrates, mientras Bonmatí hacía lo propio en la logia Tolstoi; y en 1929, cuando se crea la directiva cartagenera del clandestino Partido Republicano Radical Socialista (PRRS), Ros ocupó su presidencia con el apoyo principal de Isidro Pérez.
La dimisión de Primo de Rivera en enero de 1930 no hizo sino agudizar el deterioro institucional que atravesaba el régimen de la Restauración, y la agitación resultante proporcionó al médico una primera oportunidad de demostrar su compromiso político. En diciembre de aquel año, y auspiciados por Gregorio Marañón, los republicanos cartageneros se congregaron en el Ateneo y promovieron una manifestación espontánea, mientras que los partidarios del Partido Socialista Obrero Español (PSOE) convocaron una huelga general. En respuesta, el gobernador civil de Murcia Paulino García Franco declaró el estado de guerra y la policía arrestó y recluyó en la Prisión Provincial a 20 personalidades involucradas en ambos movimientos subversivos, logrando Pérez San José evitar aquel destino gracias a que no pudo ser localizado en el momento de las detenciones. Algunos meses después dio un nuevo paso en su militancia progresista, cuando en febrero de 1931 participaba como miembro de la comisión organizadora en la fundación de la sección de la Liga Nacional Laica en Cartagena.

### Instauración de la Segunda República

Composición del Ayuntamiento de Cartagena tras las elecciones de 1931. En rojo y morado, los concejales socialistas y republicanos, respectivamente.

En las elecciones municipales del 12 de abril de 1931 que precedieron a la proclamación de la Segunda República, Isidro Pérez era elegido concejal por el PRRS, tomando posesión junto al resto de la nueva corporación municipal el día 17. El doctor propuso a su colega de partido y primer concejal en número de sufragios, Severino Bonmatí, como presidente de la mesa electoral que debía nominar al siguiente alcalde, siendo Francisco Pérez Lurbe de Alianza Republicana el escogido. Aunque Pérez San José recibió propuesta de aquel de ingresar en su equipo de gobierno, declinó el ofrecimiento a causa de su profesión como médico y su tesitura familiar, pues había tenido una hija meses antes y su esposa estaba de nuevo embarazada. Sí accedió en cambio a la responsabilidad de supervisar las partidas presupuestarias de Salud e higiene, Beneficencia, Asistencia social, Instrucción pública y Obligaciones generales.
El proceder de Isidro Pérez como concejal se mantuvo en línea con los postulados de su partido, como muestra su moción del 8 de mayo de 1931, en la que reclamaba que el Ayuntamiento propusiera al Gobierno Provisional la expulsión de los jesuitas, o su presencia en el homenaje que se dispensó en el Gran Hotel al revolucionario cantonalista Manuel Cárceles Sabater en junio del mismo año. Sin embargo, la inestabilidad del consistorio pronto entorpeció la actividad política, debido a las crecientes diferencias entre los socios de la Conjunción Republicano-Socialista que había triunfado en los comicios. En junio dimitía Pérez Lurbe y era sucedido por Luis Romero Ruiz, procedente también de Alianza Republicana, quien promocionó a Pérez San José al puesto de segundo teniente de alcalde. La crisis de gobierno se recrudeció en los meses siguientes, y cuando en agosto Romero renunció fue sustituido por el socialista Amancio Muñoz Zafra, aunque su mandato se extendió solo hasta enero de 1932. Previo interinato del socialista Miguel Céspedes Pérez, el 25 de marzo fue nombrado Isidro Pérez en lo que se preveía como una medida coyuntural, pues los partidos deseaban aparentar una normalidad institucional durante la visita a Cartagena cuatro días después del presidente de la República Niceto Alcalá-Zamora, pues se había designado a la ciudad como escenario de la celebración del primer aniversario del nuevo régimen.

### Alcalde de Cartagena

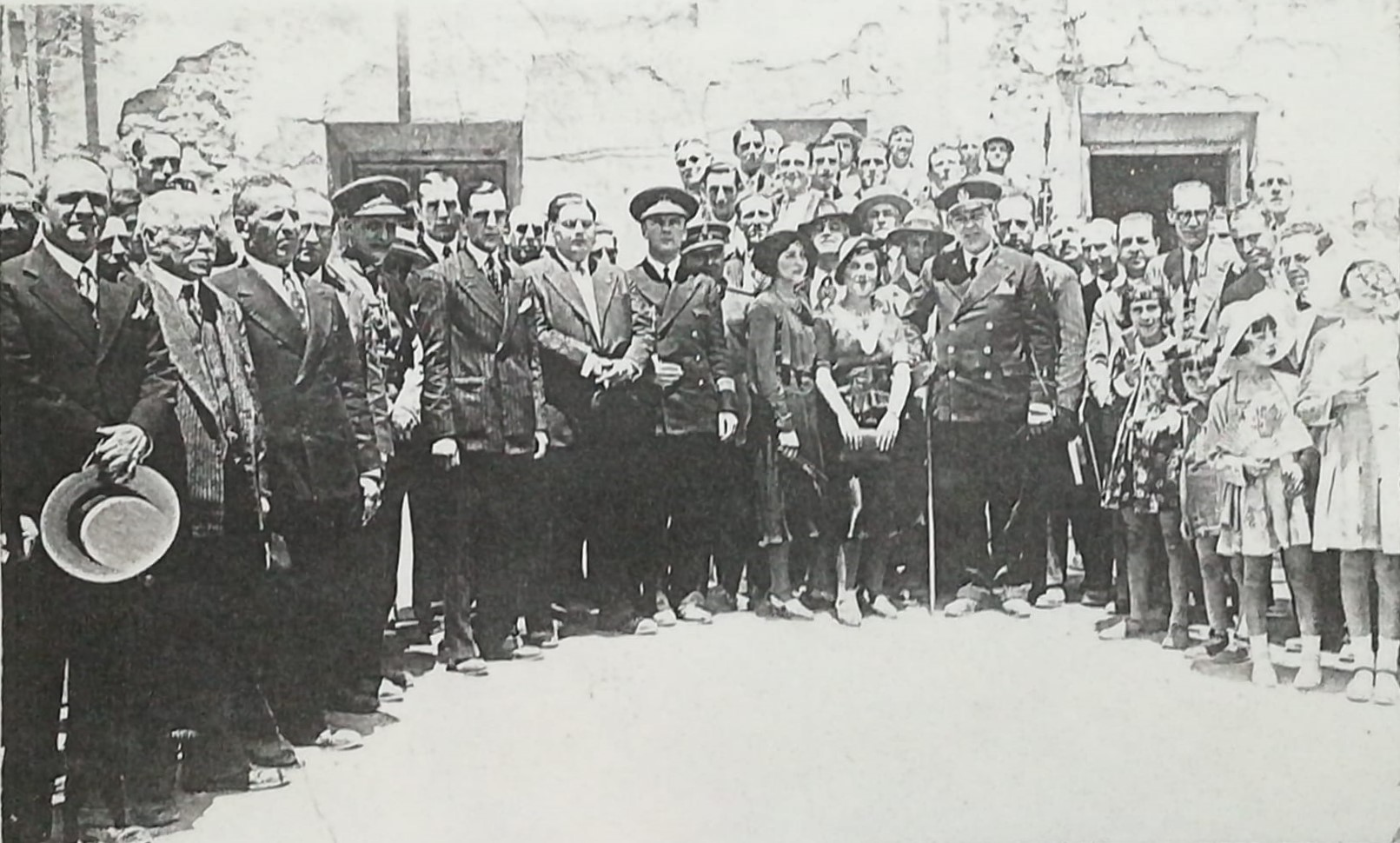
Acto de colocación de la primera piedra de las «casas baratas» de la cooperativa La Conciliación, con Pérez San José entre las autoridades.

La coalición republicano-socialista se decantó por Pérez San José en tanto que él había sido, junto a Antonio Ros, el responsable de los preparativos del evento, así como el artífice de la invitación presidencial, confirmada gracias a la intercesión del ministro Marcelino Domingo, fundador del PRRS y amigo personal de los dos organizadores, que el 15 de marzo de 1932 le habían remitido el programa de las «fiestas republicano-religiosas» de las que había sido proclamado mantenedor. Habiendo asimismo recabado el apoyo de Juan Cervera Valderrama, almirante-jefe del Departamento Marítimo de Cartagena, el alcalde Isidro Pérez daba el día 29 la bienvenida a la comitiva gubernamental, que incluía a los ministros Marcelino Domingo e Indalecio Prieto además del presidente Alcalá-Zamora. A este último lo recibió en su despacho e invistió con el bastón de mando municipal, lo acompañó en la revista de tropas del Arsenal e inspección de unas pruebas de inmersión de la base submarina y, como colofón, por la noche lo trasladó al Ateneo y al Teatro Circo.
El éxito de la recepción oficial hizo a Pérez San José sentirse afianzado en su posición, de modo que presentó al pleno del Ayuntamiento una moción dirigida a consolidarle como alcalde de pleno derecho. Acompañó su candidatura de un proyecto de gobierno que incluía actuaciones como el apoyo a la Universidad Popular, la realización de «un plan global de acción social», el impulso del programa de construcción de «casas baratas» en el ensanche o una presión sobre el Gobierno central en favor de una solución al problema de desempleo que sufría el Campo de Cartagena como consecuencia de la crisis en la sierra minera. El apoyo mayoritario de los concejales –diecisiete votos a favor frente a cuatro abstenciones– en la sesión del 8 de abril de 1932 apartó a Pérez San José del interinato, y pudo entonces hacer implementar su propuesta de crear unas colonias educativas en la Casa de Misericordia.
La supuesta unidad exhibida durante la votación de Isidro Pérez no tardó en dar paso a una reanudación de las hostilidades entre los partidos de izquierda, cuando en junio el socialista Miguel Céspedes depositó una moción solicitando una inspección gubernativa en su contra, aduciendo «indicios de corrupción administrativa e incapacidad para el cargo». El alcalde reaccionó presentando en aquel mismo pleno una cuestión de confianza, que superó con el apoyo del PRRS, el Partido Republicano Radical (PRR) y el exalcalde Pérez Lurbe. Aunque la situación pareció encauzarse cuando se acordó extender la inspección sobre todos los mandatos del periodo republicano, los socialistas terminaron por tramitar una moción de censura al mes siguiente, y finalmente Pérez San José dimitía, hastiado, en la sesión del 30 de septiembre. Pérez Lurbe volvió a asumir la jefatura del Ayuntamiento el 9 de septiembre, pero la efimeridad de los alcaldes se mantuvo como constante en la vida política de Cartagena.

### Crisis de la República y guerra civil
Después de su desempeño como primer edil, Isidro Pérez prosiguió su actividad como concejal, si bien se vería afectado por la derrota de las fuerzas reformistas en las elecciones generales de noviembre de 1933, cuando los centristas del PRR accedieron al Gobierno en alianza con la Confederación Española de Derechas Autónomas. A comienzos de 1934 fue procesado por malversación de caudales públicos junto a otros exalcaldes como Luis Romero y Amancio Muñoz, en lo que Franco Fernández (2003) considera como «el comienzo de un proceso de descomposición definitiva del Ayuntamiento que culminaría con su sustitución por una gestora y la intervención permanente del Gobierno Civil en la política local de Cartagena». Dicha sustitución tuvo lugar en octubre del mismo año cuando, días después de quedar sofocada la huelga general promovida por los socialistas, fue disuelto el Ayuntamiento y nombrado un alcalde accidental como fase previa a la constitución de la comisión gestora, en noviembre.
Pérez San José estuvo encarcelado un tiempo por su participación en los acontecimientos de octubre de 1934, y se había alejado de la política activa cuando el triunfo del Frente Popular en las elecciones generales de febrero de 1936 le restauró en sus antiguas funciones, como al resto de los concejales electos en 1931. Estallada la guerra civil, viró ideológicamente hacia la izquierda y se afilió al PSOE y a la Unión General de Trabajadores, y ofreció sus servicios como facultativo al bando republicano: el 20 de julio fue designado presidente de la Junta Administrativo-Técnica que dirigía la Policlínica Roldán –antes Santo y Real Hospital de Caridad– después de su incautación, y se integró como médico en el comité local del Socorro Rojo Internacional. Entretanto se dejó ver en actos como el entierro el 24 de julio de Antonio García Fuentes, primer miliciano cartagenero fallecido en combate, incorporándose a su comitiva fúnebre en representación del alcalde César Serrano Mateo.
En 1938 se unió al Cuerpo de Carabineros en calidad de lugarteniente médico, y cuando con efectivos de este cuerpo fue configurada la 40.ª División del Ejército Popular de la República, fue destinado con ella al frente de Valencia. En los últimos compases de la guerra, Isidro Pérez retornó a Cartagena y se embarcó en uno de los barcos de la marina republicana que partieron con 4300 personas a bordo hacia el norte de África el 28 de marzo de 1939, tres días antes de la ocupación de la ciudad por las tropas franquistas.

### Exilio
La escuadra republicana se entregó a las autoridades francesas en el puerto de Bizerta –Túnez–, desde donde los exiliados españoles fueron trasladados al campo de internamiento de Meknassy, una antigua mina de fosfato donde permanecieron nueve meses en difíciles condiciones. Habiendo pasado también por el campo de Meheri-Zebbeus, donde fue sanitario a cargo, el 10 de noviembre de 1939 Pérez San José fue conducido a Kasserine, un campo de colonización agrícola en el que sirvió como coordinador de los trabajos y como director del hospital de refugiados. Mientras tanto, en España se instruía un procedimiento sumarísimo de urgencia por el cual la dictadura de Francisco Franco le acusaba in absentia de haber instigado el asesinato del delincuente Juan Vicente Fernández «El Chipé» durante las primeras jornadas de la guerra civil.
En 1942 recibía permiso para residir en la ciudad de Túnez, donde dirigió un taller de zapatería y, poco después, pudo abrir un consultorio propio para dedicarse de nuevo a la medicina. En 1946, habiendo cumplido siete años separado de su familia, mantuvo una relación extraconyugal con una de sus clientas, la costurera Germaine Candiard, fruto de la cual nació un hijo. Meses más tarde, su esposa y sus tres hijos –dos habían fallecido prematuramente para entonces– arribaron a Túnez, e Isidro Pérez reiniciaba su vida en familia. Cuatro años después nacía su último hijo con Manuela Mas.
El exilio no hizo desligarse a Pérez San José de la política, pues continuó militando en las secciones del PSOE y de la UGT en Túnez, y cuando el XXV Congreso del PSOE (1972) se saldó con la escisión del sector histórico, el médico se integró en él. Cinco años más tarde fallecía en Túnez.

## Legado
En 2018, el Ayuntamiento de Cartagena rindió homenaje al exalcalde organizando una conferencia sobre su figura, cuya exposición correspondió al cronista oficial Francisco José Franco Fernández, y que contó con la presencia de la alcaldesa Ana Belén Castejón.